# Robert Stollé
Robert Stollé (17 juillet 1869 Mülheim – 9 août 1938, Heidelberg) est un chimiste et un professeur d'université allemand.

## Biographie
Robert Stollé étudie la chimie aux universités de Genève, de Berlin et de Bonn. Il obtient son doctorat en 1893 à Bonn avec la thèse Ueber die Einwirkung von Natriumacetessigester auf Benzalmalonsäureester (« Sur l'effet du sel de sodium de l'acétylacétate d'éhyle sur l'ester benzalmalonique »), et obtient son habilitation à Heidelberg en 1903 avec une thèse sur l'hydrazine. Il enseigne à l'université de Heidelberg de 1899 à 1935.
Il laisse son nom à la synthèse de Stollé, une méthode de synthèse d'oxindoles qu'il a découverte.